# Historique des connaissances sur les galaxies, amas de galaxies et structures à grande échelle du cosmos
Cet article concerne l'historique des connaissances sur les galaxies, amas de galaxies, et structures à grande échelle du cosmos.

## De l'Antiquité auXIXesiècle
- 400 ans av. J.-C. : Démocrite propose l'idée que la bande brillante visible dans le ciel nocturne connue sous le nom de Voie lactée peut être constituée d'étoiles ;
- 300 ans av. J.-C. : Aristote croit que la Voie lactée est causée par « la combustion d'exhalaisons incandescentes de certaines étoiles qui sont grandes, nombreuses et proches les unes des autres » et que la « combustion s'est allumée dans la partie supérieure de l'atmosphère, dans la région du monde en contact avec les mouvements célestes[1] » ;
- 964 apr. J.-C. : Abd al-Rahman al Soufi (Azophi), un astronome perse, effectue la première observation connue de la galaxie d'Andromède[2] et du Grand Nuage de Magellan[3],[4] dans son Livre des Étoiles fixes. Ce sont les premières galaxies en dehors de la Voie lactée à être observées depuis la Terre ;
- Vers 1000 : Abū Rayhān al-Bīrūnī, autre astronome perse décrit la galaxie de la Voie lactée comme un rassemblement de nombreuses étoiles nébuleuses ;
- Vers 1000 : Ibn al-Haytham (Alhazen), un astronome arabe, réfute la théorie d'Aristote sur la Voie lactée en opérant la première tentative d'observation et de mesure de la parallaxe[5] et ainsi « détermina que parce que la Voie lactée n'a pas de parallaxe, elle est très éloignée de la Terre et n'appartient pas à son atmosphère[6] » ;
- Vers 1100 : Ibn Bajjah (Avempace) d'Espagne islamique propose l'idée que la Voie lactée est constituée de nombreuses étoiles, mais qu'elle apparaît sous la forme d'une image continue sous l'effet de la réfraction dans l'atmosphère terrestre[1] ;
- Vers 1300 : L'astronome syrien Ibn Qayyim al-Jawziyya propose l'idée que la Voie lactée est « une myriade d'étoiles faibles rassemblées dans la sphère des étoiles fixes » et que ces étoiles sont plus grandes que des planètes[7] ;
- 1521 : Ferdinand Magellan observe les Nuages de Magellan durant sa circumnavigation ;
- 1610 : Galilée utilise un télescope pour déterminer que la bande brillante visible dans le ciel nocturne, la Voie lactée, est composée de nombreuses étoiles faibles ;
- 1750 : Thomas Wright étudie la forme de la Voie lactée et émet l'hypothèse d'autres galaxies ;
- 1755 : en se basant sur les travaux de Wright, Emmanuel Kant conjecture que la galaxie est un disque en rotation d'étoiles maintenues ensemble par la gravité, et que les nébuleuses sont constituées de galaxies semblables séparées ; il les appelle les Univers-îles ;
- 1845 - William Parsons, 3e Comte de Rosse, découvre une nébuleuse dans un bras spiral séparé.

## De 1900 à 1949
- 1918 : Harlow Shapley démontre que les amas globulaires sont distribués dans un halo sphéroïdal dont le centre n'est pas la Terre, et décide, correctement, que ce centre se confond avec celui de la galaxie ;
- 1920 : Harlow Shapley et Heber Curtis engagent un débat sur l'appartenance des « nébuleuses spirales » à la Voie lactée ;
- 1923 : Edwin Hubble conclut le débat entre Shapley et Curtis par la découverte de céphéides dans la Galaxie d'Andromède ;
- 1930 : Robert Jules Trumpler utilise les observations d'amas ouverts pour quantifier l'absorption de la lumière par la poussière interstellaire du plan galactique qui compromettait les modèles antérieurs de la Voie lactée ;
- 1932 : Karl Guthe Jansky découvre le bruit cosmique provenant du centre de la Voie lactée ;
- 1933 : Fritz Zwicky applique le théorème du viriel à l'amas de la Coma et obtient des preuves de la masse invisible ;
- 1936 : Edwin Hubble présente la classification des galaxies : spirales, spirales barrées,  elliptiques, et irrégulières ;
- 1939 : Grote Reber découvre la radio-source Cygnus A ;
- 1943 : Carl Keenan Seyfert identifie six galaxies spirales avec des lignes d'émission inhabituellement larges, nommées galaxies de Seyfert ;
- 1949 : J. G. Bolton, G. J. Stanley, et O. B. Slee identifient les galaxies elliptiques NGC 4486 (M87) et NGC 5128 comme des radiosources extragalactiques.

## De 1950 à 1979
- 1953 : Gérard de Vaucouleurs découvre que les galaxies situées approximativement à moins de 200 millions d'années-lumière de l'amas de la Vierge appartiennent au disque d'un superamas géant ;
- 1954 : Walter Baade et Rudolph Minkowski identifient en dehors de la Voie lactée la contrepartie optique de la radiosource Cygnus A ;
- 1959 : l'interféromètre Cambridge Interferometer détecte des centaines de radio-sources qui constituent le catalogue 3C (Third Cambridge Catalogue of Radio Sources). Un grand nombre de celles-ci se révèleront ultérieurement être des quasars et des radiogalaxies lointains ;
- 1960 : Thomas Matthews détermine à moins de 5″ (secondes d'angle) près la position radio de la source 3C 48 du catalogue 3C ;
- 1960 : Allan Sandage étudie 3C 48 dans le domaine optique et observe un objet quasistellaire bleu inhabituel ;
- 1962 : Cyril Hazard, M. B. Mackey et A. J. Shimmins mettent à profit les occultations lunaires pour déterminer la position précise du quasar 3C 273 et déduire qu'il s'agit d'une source double ;
- 1962 : Olin Eggen, Donald Lynden-Bell et Allan Sandage établissent la théorie de la formation des galaxies par un simple effondrement monolithique (relativement) rapide, le halo se formant préalablement au disque ;
- 1963 : Maarten Schmidt identifie les raies de Balmer décalées vers le rouge du quasar 3C 273 ;
- 1973 : Jeremiah Ostriker et James Peebles découvrent que la quantité de matière visible dans le disque des galaxies spirales-types est insuffisante pour que la gravitation newtonnienne empêche le disque de se disperser ou de changer complètement de forme ;
- 1973 : Donald Gudehus trouve que le diamètre des amas de galaxies les plus brillants a augmenté du fait des fusions de galaxies ;
- 1974 : Bernie Fanaroff et Julia Riley établissent la distinction entre les radiosources à bord sombre (FR I) et celles à bord brillant (FR II) ;
- 1976 : Sandra Moore Faber et Robert Earl Jackson découvrent la Relation de Faber-Jackson qui lie la luminosité d'une galaxie elliptique avec la vitesse de dispersion de son centre. En 1991, cette relation fait l'objet d'une révision par Donald Gudehus ;
- 1977 : R. Brent Tully et Richard Fisher publient la relation de Tully-Fisher entre la luminosité d'une galaxie spirale isolée et la vitesse de la partie plane de sa courbe de rotation.
- 1978 : Steve Gregory et Laird A. Thompson décrivent le superamas de Coma ;
- 1978 : Donald Gudehus prouve que les amas de galaxies se déplacent à plusieurs centaines de kilomètres par seconde par rapport au rayonnement du fond diffus cosmologique ;
- 1978 : Vera Rubin, Kent Ford, N. Thonnard et Albert Bosma mesurent la courbe de rotation de plusieurs galaxies spirales et mettent en évidence des écarts significatifs par rapport aux prévisions données par la gravitation newtonienne des étoiles visibles ;
- 1978 : Leonard Searle et Robert Zinn théorisent que la formation galactique se produit par la fusion de groupes de tailles initiales inférieures.

## Fin duXXesiècle
- 1981 : Robert Kirshner, August Oemler, Paul Schechter, et Stephen Shectman trouvent des preuves du Vide du Bouvier, d'un diamètre approximatif de 10 millions d'années-lumière ;
- 1985 : Robert Antonucci et J. Miller découvrent que la galaxie de Seyfert II NGC 1068 a de larges raies spectrales qui ne sont visibles qu'en lumière polarisée réfléchie ;
- 1986 : Amos Yahil, David Walker, et Michael Rowan-Robinson trouvent que la direction du dipôle de la densité de galaxie d'IRAS[Lequel ?] est conforme au dipôle de température de fond diffus cosmologique ;
- 1987 : David Burstein, Roger Davies, Alan Dressler, Sandra Faber, Donald Lynden-Bell, R. J. Terlevich et Gary Wegner affirment qu'un grand groupe de galaxies, situées à environ 20 millions d'années-lumière, se déplacent de concert vers le « Grand attracteur », dans la direction des constellations de l'Hydre et du Centaure ;
- 1987 : R. Brent Tully découvre le complexe de superamas Poissons-Baleine, une superstructure d'un milliard d'années-lumière de long sur 150 millions de large ;
- 1989 : Margaret Geller et John Huchra découvrent le Grand Mur, une feuille de galaxies de plus de 500 millions d'années-lumière de long sur 200 millions de large, et d'une épaisseur de seulement 15 millions d'années-lumière ;
- 1990 : Michael Rowan-Robinson et Tom Broadhurst découvrent que la galaxie IRAS F10214+4724 (mise en évidence par le satellite du même nom) est l'objet le plus brillant connu dans l'univers ;
- 1991 : Donald Gudehus découvre un biais systémique important dans les données de certains amas (paramètres de brillance superficielle par rapport au rayon, et méthode {\displaystyle D_{n}}) qui affectent la distance des galaxies et l'histoire de leur évolution ; il propose un nouvel indicateur de distance, le paramètre de rayon galactique réduit, {\displaystyle r_{g}}, non entaché de biais ;
- 1992 : première détection d'une structure à grande échelle à l'intérieur du rayonnement microonde d'arrière plan cosmologique qui indique les graines des premiers amas de galaxies dans l'univers primitif ;
- 1995 : première détection d'une structure à petite échelle échelle dans le rayonnement microonde d'arrière plan cosmologique ;
- 1995 : Hubble Deep Field : étude des galaxies dans un champ de 144 secondes d'arc de large dans l'hémisphère galactique Nord ;
- 1998 : l'étude 2dF Galaxy Redshift Survey cartographie les grandes structures dans une partie de l'univers proche de la Voie lactée ;
- 1998 : Hubble Deep Field South l'équivalent du Hubble Deep Field dans l'hémisphère galactique Sud ;
- 1998 : découverte de l'accélération de l'univers ;
- 2000 : les données de plusieurs expériences sur le rayonnement de fond diffus cosmologique conduisent à des preuves probantes de la platitude de l'univers (l'espace n'est pas courbe alors que l'espace-temps l'est), ce qui revêt des conséquences importantes sur la formation des structures à grande échelle.

## Début duXXIesiècle
- 2001 : publication des premières données du Sloan Digital Sky Survey toujours en cours ;
- 2004 : l'observatoire européen austral découvre Abell 1835 IR1916, la plus lointaine galaxie visible de la Terre ;
- 2004 : l'« Arcminute Microkelvin Imager » commence à cartographier la distribution des amas de galaxies lointains.
- 2005 : Les données du télescope spatial Spitzer confirment que la Voie lactée est une galaxie spirale barrée[8],[9],[10], ce qui était considéré comme très probable depuis le début des années 1990, d'après les données des radiotélescopes.
- 2012 : Des astronomes signalent la découverte de la galaxie naine la plus lointaine connue à ce jour, à environ 10 milliards d'années-lumière[11].
- 2012 : Découverte du Huge-LQG, un amas de quasars et l'une des plus grandes structures connues de l'Univers[12].
- 2013 : Confirmation par spectroscopie que la galaxie Z8 GND 5296 est l'une des galaxies les plus distantes connues à cette date. Formée 700 millions d'années seulement après le Big Bang, l'expansion de l'Univers l'a conduit à sa position actuelle, à environ 30 milliards d'années-lumière de le Terre.
- 2013 : Le Grand Mur d'Hercule-Couronne boréale, un filament galactique massif et la plus grande structure connue de l'Univers, a été découvert à la suite d'une cartographie des sursauts gamma[13],[14],[15]